# Laccophilus sordidus
Laccophilus sordidus är en skalbaggsart som beskrevs av Sharp 1882. Laccophilus sordidus ingår i släktet Laccophilus och familjen dykare. Inga underarter finns listade i Catalogue of Life.